# 因陀罗跋摩三世
因陀罗跋摩三世 Indravarman III，柬埔寨吴哥王朝国王。阇耶跋摩八世的女婿。他可能迫使自己的岳父逊位。
因陀罗跋摩三世统治时期的大事是，来自中国元朝的使节周达观访问高棉帝国，他写下了自己的所见所闻，这就是《真腊风土记》。这本书是研究高棉帝国时期柬埔寨的政治、民俗、文化等方面的唯一书面资料。
| 前任： 阇耶跋摩八世 | 柬埔寨君主列表 1295年－1308年 | 继任： 因陀罗阇耶跋摩 |